# 凱爾西·羅賓遜
凱爾西·羅賓遜（英語：Kelsey Robinson，1992年6月25日—），美國女子排球運動員，司職主攻手。現時效力於LOVB亞特蘭大排球。她是美國國家女子排球隊的隊員之一。

## 生涯
羅賓遜曾在田納西大學和內布拉斯加大學林肯分校大學女排效力。
羅賓遜是美國國家隊在2014年世界女子排球錦標賽的一員，在最後一場比賽中3-1擊敗中國女排獲得金牌。
在2016-17賽季歐洲冠軍聯賽最後一場比賽0-3輸給土耳其瓦基弗銀行女排後，與Imoco Volley贏得了銀牌，並獲得了最佳主攻手的個人獎項。

## 獎項

### 個人榮譽
- 2015–16赛季意大利女排超级联赛: 最有价值球员（MVP）
- 2016–17赛季歐洲女排聯賽冠軍盃：最佳主攻手

### 俱樂部
- 2015–16赛季意大利女排超级联赛:  - 冠軍（科内利亚诺女排俱樂部）
- 2016–17赛季意大利杯:  - 冠軍（科内利亚诺女排俱樂部）
- 2016–17赛季歐洲女排聯賽冠軍盃:  - 亞軍（科内利亚诺女排俱樂部）
- 2017年土耳其冠軍杯： - 冠軍（瓦基弗銀行女排俱樂部）
- 2017年土耳其杯： - 冠軍（瓦基弗銀行女排俱樂部）
- 2017–18赛季土耳其女排超級聯賽： - 冠軍（瓦基弗銀行女排俱樂部）
- 2017–18赛季歐洲女排聯賽冠軍盃： - 冠軍（瓦基弗銀行女排俱樂部）

### 國家隊
- 2018年女子排球國家聯賽： - 冠軍
- 2019年女子排球國家聯賽： - 冠軍
- 2021年女子排球國家聯賽： - 冠軍
- 2020年東京奧運會女子排球比賽： - 冠軍

## 外部連結
- 凱爾西·羅賓遜的Instagram帳戶